# Teerapong Deehamhae
Teerapong Deehamhae (tiếng Thái: ธีระพงศ์ ดีหามแห), còn được biết với tên đơn giản Pure (tiếng Thái: เพียว), là một Cầu thủ bóng đá từ Thái Lan. Hiện tại anh thi đấu cho Chonburi ở Giải bóng đá Ngoại hạng Thái Lan ở vị trí  Tiền vệ.

## Danh hiệu

### Câu lạc bộ
Roi Et United
- Regional League Division 2 Vô địch (1): 2013
- Regional League North-East Division Vô địch (3): 2011, 2012, 2013